# Riko Kohara
Riko Kohara (小原 莉子 Kohara Riko, * 3. Februar 1990 in der Präfektur Gifu) ist eine japanische Seiyū und Rockmusik-Gitarristin.

## Biografie und Werdegang
Kohara wurde am 3. Februar 1990 in der Präfektur Gifu geboren und besuchte nach ihrer Schulzeit das ESP College of Entertainment, eine Art Berufsbildende Schule, die sich auf Musik, speziell den Umgang mit der E-Gitarre und dem E-Bass, spezialisiert hat.
Im Jahr 2011 wurde Kohara Mitglied der Band The Sketchbook, die zum Sket-Dance-Projekt gehört, zwischen 2011 und 2015 bestand und in ihrer aktiven Zeit drei vollwertige Studioalben sowie mehrere Singles veröffentlichte, die allesamt Notierungen in den japanischen Musikcharts erreichen konnte.
Im Jahr 2014 hatte Riko Kohara ihre erste Rolle als Seiyū, als sie in der Anime-Fernsehserie Soreyuke! Anpanman den Charakter eines Gemüse hassenden Jungen sprach.
Im Jahr 2018 wurde Kohara Mitglied der als Begleitband gegründeten Gruppe The Third des BanG-Dream!-Franchise, die nach einem Namenswechsel RAISE A SUILEN heißt. Innerhalb des Franchise verkörpert sie den Charakter Rokka Asahi.
Neben ihrer Tätigkeit für das Multimedien-Projekt BanG Dream! hatte Asahi weitere Rollen als Synchronsprecherin in diversen Anime-Serien und Videospielen, darunter Azur Lane, Kandagawa Jet Girls, Idol Memories, Phantasy Star Online II: The Animation und Senran Kagura Shinovi Master.

## Diskografie

### The Sketchbook
- 2012: The Sketchbook (Album, Avex)
- 2012: Re:Action (Album, Avex)
- 2013: 12 (Album, Avex)

### RAISE A SUILEN
- → Hauptartikel: BanG Dream!/Diskografie#RAISE A SUILEN

## Sprechrollen

### Anime
- 2014: Soreyuke! Anpanman als Gemüse hassender Junge
- 2016: Idol Memories als Nanami Hoshi[9]
- 2016: Phantasy Star Online II: The Animation als Riko[10]
- 2018: Senran Kagura Shinovi Master als Gekkō[11]
- seit 2019: BanG Dream! als Rokka Asahi
- 2019: Kandagawa Jet Girls als Misa Aoi[12]
- 2020: The 8th Son? Are You Kidding Me? als Miliyama
- 2020: Poccolies als Shiro-Chan

### Videospiele
- Art Code Summoner als Gustave Courbet
- BanG Dream! Girls Band Party! als Rokka Asahi
- Hoshizora Tetsudō to Shiro no Tabi als Hanae
- Shinobi Master Senran Kagura: New Link als Gekkō
- Wonder Gravity als Pycno
- Azur Lane als USS Richmond